# Pholas dactylus
De pholade (Pholas dactylus), zelden gewone boormossel genoemd, is een tweekleppige uit de familie van de Pholadidae. De wetenschappelijke naam is gepubliceerd in 1758 door Linnaeus in de tiende editie van Systema naturae.

## Omschrijving
Deze soort komt voor in de Atlantische Oceaan en wordt 15 cm breed.

Rechter klep
Linker klep

Barnea:
candida · 
cylindrica · 
parva · 
Martesia:
striata · 
Pholadidea:
loscombiana · 
Pholas:
dactylus · 
Zirfaea:
crispata